# Paolo Barilla
Paolo Barilla, italijanski dirkač Formule 1, * 20. april 1961, Milano, Italija.

## Življenjepis
Leta 1985 je zmagal na dirki 24 ur Le Mansa skupaj s Klausom Ludwigom in Louisom Kragesom. V Formuli 1 je debitiral v sezoni 1989, ko je nastopil le na predzadnji dirki sezone za Veliko nagrado Japonske in odstopil. V naslednji sezoni 1990 je na štirinajstih dirkah dosegel le štiri uvrstitve, najboljši rezultat pa na dirki za Veliko nagrado San Marina, kjer je bil enajsti.

## Popolni rezultati Formule 1
(legenda) (odebeljene dirke pomenijo najboljši štartni položaj, poševne pa najhitrejši krog, †-uvrščen kljub odstopu)
| Leto | Moštvo           | Šasija       | Motor       | 1       | 2       | 3      | 4       | 5       | 6      | 7       | 8     | 9       | 10     | 11      | 12      | 13      | 14      | 15      | 16  | Prv | Toč |
| ---- | ---------------- | ------------ | ----------- | ------- | ------- | ------ | ------- | ------- | ------ | ------- | ----- | ------- | ------ | ------- | ------- | ------- | ------- | ------- | --- | --- | --- |
| 1989 | Minardi SpA      | Minardi M189 | Cosworth V8 | BRA     | SMR     | MON    | MEH     | ZDA     | KAN    | FRA     | VB    | NEM     | MAD    | BEL     | ITA     | POR     | ŠPA     | JAP Ret | AVS | -   | 0   |
| 1990 | SCM Minardi Team | Minardi M189 | Cosworth V8 | ZDA Ret | BRA Ret |        |         |         |        |         |       |         |        |         |         |         |         |         |     | -   | 0   |
| 1990 | SCM Minardi Team | Minardi M190 | Cosworth V8 |         |         | SMR 11 | MON Ret | KAN DNQ | MEH 14 | FRA DNQ | VB 12 | NEM DNQ | MAD 15 | BEL Ret | ITA DNQ | POR DNQ | ŠPA DNQ | JAP     | AVS | -   | 0   |